# Resolutie 2157 Veiligheidsraad Verenigde Naties
Resolutie 2157 van de Veiligheidsraad van de Verenigde Naties is op 29 mei 2014 unaniem goedgekeurd door de VN-Veiligheidsraad en verlengde het VN-kantoor in Guinee-Bissau met een half jaar.

## Achtergrond
Guinee-Bissau werd in 1973 onafhankelijk van Portugal en kende in 1994 voor het eerst verkiezingen. In 1998 kwam het leger echter in opstand, werd de president afgezet en ontstond de Guinee-Bissause burgeroorlog. Uiteindelijk werden pas eind 1999 nieuwe presidentsverkiezingen gehouden. In 2003 werd hij na een chaotische regeerperiode door het leger afgezet. In 2004 leidde muiterij in het leger tot onrust in het land. Nieuwe presidentsverkiezingen in 2005 brachten de in 1998 afgezette president opnieuw aan de macht. In 2009 werd hij vermoord door soldaten en volgden wederom presidentsverkiezingen. In 2010 was er onrust binnen het leger en in 2011 een couppoging tegen de nieuwe president. Die lag op dat moment met een slechte gezondheid in een Frans ziekenhuis en stierf daar in 2012. Er werden wederom verkiezingen uitgeschreven waarvoor vreedzaam campagne werd gevoerd. In april 2012 pleegde een deel van het leger echter een staatsgreep en werd onder meer de interim-president vastgezet. De verkiezingen werden vervolgens afgelast en er werd een militair bewind gevestigd.

## Inhoud
Guinee-Bissau had (in april en mei 2014) met massale opkomst parlements- en presidentsverkiezingen gehouden. Er moest nu gewerkt worden aan dialoog om 's lands problemen op te lossen. Men was bezorgd om het gebrek aan toezicht op het leger. Onenigheid tussen leger en politiek hinderden het politieke proces. Rapporten spraken nog steeds over mensenrechtenschendingen. Ook waren de vrijheid van meningsuiting, vrijheid van vereniging en de persvrijheid aan banden gelegd.
Het mandaat van het Geïntegreerd VN-Vredesopbouwkantoor in Guinee-Bissau werd verlengd tot 30 november 2014. De missie moest onder meer de dialoog ondersteunen, advies verlenen bij de versterking van instellingen en ordehandhaving en helpen met de strijd tegen drugshandel en het promoten van de mensenrechten.

## Verwante resoluties
- Resolutie 2092 Veiligheidsraad Verenigde Naties (2013)
- Resolutie 2103 Veiligheidsraad Verenigde Naties (2013)
- Resolutie 2186 Veiligheidsraad Verenigde Naties
- Resolutie 2203 Veiligheidsraad Verenigde Naties (2015)

Lijst ·  2133 ·  2134 ·  2135 ·  2136 ·  2137 ·  2138 ·  2139 ·  2140 ·  2141 ·  2142 ·  2143 ·  2144 ·  2145 ·  2146 ·  2147 ·  2148 ·  2149 ·  2150 ·  2151 ·  2152 ·  2153 ·  2154 ·  2155 ·  2156 ·  2157 ·  2158 ·  2159 ·  2160 ·  2161 ·  2162 ·  2163 ·  2164 ·  2165 ·  2166 ·  2167 ·  2168 ·  2169 ·  2170 ·  2171 ·  2172 ·  2173 ·  2174 ·  2175 ·  2176 ·  2177 ·  2178 ·  2179 ·  2180 ·  2181 ·  2182 ·  2183 ·  2184 ·  2185 ·  2186 ·  2187 ·  2188 ·  2189 ·  2190 ·  2191 ·  2192 ·  2193 ·  2194 ·  2195